# Вера Чепмен
Ве́ра Че́пмен (англ. Vera Chapman, ім'я при народженні Вера Айві Мей Фогерті, англ. Vera Ivy May Fogerty; 8 травня 1898 — 14 травня 1996) — британська письменниця та літературний критик, засновниця Толкінського Товариства Великої Британії. У Толкінському Товаристві була відома під псевдонімом «Белладонна Тук» на честь матері гобіта Більбо. Писала здебільшого на псевдоісторичні теми, у творчості часто зверталася до часів короля Артура. Мала титул «Пендрагона Ордену Бардів, Оватів і Друїдів» у 1964—1991 р.р.

## Біографія
Народилася 8 травня 1898 р. у місті Борнмут у графстві Дорсет на південному заході Англії в заможній родині Джона Фредеріка Фогерті й Кейт Ізабелли Вероніки Фогерті (до шлюбу Морс). Мала двох старших сестер — Далсі (Dulcie W.) й Джералдін (Geraldine E.). Батько був за походженням ірландець, інженер та архітектор, що прославився своїм будинком-музеєм у Борнмуті «Іст Кліфф Холл» (англ. East Cliff Hall, завершено 1907 року), збудованим для сера Мертона Расселла-Коутса й його дружини. Зараз у ньому розміщується Музей і Художня Галерея Расселла-Коутса (the Russell Coates Art Gallery and Museum) — одна з визначних пам'яток міста.
Напередодні Першої Світової війни родина Фогертів перебралася до Південної Африки (сучасна ПАР). З початком війни батько був призваний до британської армії, проходив службу офіцером у Південно-Західній Африці, острові Уайт, Палестині та в індійському Пуне, кілька разів був поранений і удостоєний військових нагород. По закінченні війни працював інженером у Преторії. 1926 року перейшов на посаду топографа у Лусаці (Північна Родезія). Там він помер у 1938 році.
Після війни Вера Фогерті повернулася до Англії, щоб продовжити освіту у престижному коледжі Леді Маргарет Холл — одному з коледжів Оксфордського університету.  1920 року вона стала першою жінкою, допущеною до навчання як повноправна студентка Оксфорду (доти жінки могли відвідувати його лише як вільні слухачки).
Закінчивши коледж у 1924 році, Фогерті одружилася з англіканським священиком Чарльзом Сідні Чепменом (Charles Sydney Chapman) і переїхала з ним до Лоренсу Маркіш у португальській Східній Африці, але через рік повернулися до Англії, де провели багато років у сільських парафіях. Народила двох дітей, чиї імена і дати народження невідомі.
Під час Другої Світової війни Чепмен, очевидно, перебувала на цивільній службі, після війни працювала у Міністерстві у справах колоній — як урядовиця у відділі допомоги студентам. У той же час вона вступає до «Ордену Стародавніх Друїдів» (Ancient Druid Order, ADO). Увійшовши з допомогою ордена у лондонські академічні й літературні кола, вона знайомиться з Россом Ніколсом — директором приватного коледжу, письменником, поетом і натуралістом, надалі головою Ордену.
У середині 1960-х помирають друзі Чепмен — Гарднер, Макгрегор-Рейд і архієпископ Тудвал. Орден розколюється, і фракція Ніколса, йменована «Орден Бардів, Оватів і Друїдів» (ОБОД), призначає Веру Чепмен на пост його першого Пендрагона, на якому вона знаходиться до 1991 року.
Чепмен знайомиться з творами Дж. Р. Р. Толкіна й серйозно захоплюється ними. Ставлення до «Гобіта» та «Володаря Перснів», яке практикували хіпі, викликало тривогу Чепмен: на її думку, це підривало їхню літературну цінність. Прагнучи розглядати історію Середзем'я у науковому ключі, у 1960-х роках Чепмен засновує Толкінське Товариство. Про це вона оголошує в 1969 році в лондонському тижневику New Statesman, підписавшись псевдонімом «Белладонна Тук» — на честь матері Більбо, побіжно згаданої у «Гобіті».
Сама Чепмен посідала посаду секретаря, у її квартирі в Кемдені відбувалися зустрічі. У червні 1972 року її запросили на званий вечір до Рейнера Анвіна, видавця творів Толкіна, де вона зустрілася і з автором. Чепмен переконує Толкіна стати почесним президентом Товариства, названого його ім'ям. Після смерті письменника в 1973 році він був обраний президентом Товариства «довічно» («in perpetuo»). Чепмен залишалася на посаді секретаря ще шість років, надалі передавши обов'язки іншим, оскільки зайнялася виданням інформаційного бюлетеня, що виходить досі раз на два місяці під назвою «Амон-Ген» (на честь сторожової вежі в Гондорі).
Свій перший роман, «Зелений лицар», написала в 1975 у віці 77 років і не припиняла письменницької діяльності до самої смерті.
1991 року Чепмен мала відвідати церемонію Ордену на Прімроуз-Гілл (Ріджентс-парк у Лондоні) у день літнього сонцестояння, щоб передати титул Пендрагона ОБОД художнику Віллу Вортінгтону (Will Worthington). Проте, напередодні вона перенесла інсульт, тому її мусили госпіталізувати. Прямо у лікарні, попередньо пройшовши обряд єлеопомазання у капелана, вона підписала акт передачі свого титулу Вортінгтону, благословивши наступника потисканням руки.
Одужавши від хвороби, наступного року Чепмен все ж взяла участь у зборах з нагоди 100-річчя з дня народження Дж. Р. Р. Толкіна. Це була її остання зустріч з членами Толкінського Товариства: оскільки стан її здоров'я погіршувався, вона майже перестала з'являтися на публіці. Останні роки життя провела в будинку для літніх у Кройдоні на півдні Великого Лондону. Там вона померла 14 травня 1996 року, через шість днів після 98-річчя.

## Твори

### Романи
- «Зелений лицар» (англ. The Green Knight, 1975) ISBN 0-901720-63-1/978-0-901720-63-4 (британське видання)
- «Дочка короля Артура» (англ. King Arthur's Daughter, 1976) ISBN 0-86036-012-1/978-0-86036-012-4 (британське видання)
- «Королівська дівиця» (англ. The King's Damosel, 1976) ISBN 0-86036-018-0/978-0-86036-018-6 (британське видання). За його мотивами компанією Warner Bros. у 1998 році знято мультфільм «Чарівний меч: У пошуках Камелота» (англ. Quest for Camelot)
- «Джуді та Джулія» англ. Judy and Julia, 1977) ISBN 0-86036-020-2/978-0-86036-020-9 (британське видання)
- «Бледуд Птахознавець» (англ. Blaedud the Birdman, 1978) ISBN 0-86036-080-6/978-0-86036-080-3 (британське видання)
- «Дружина Бата» (англ. The Wife of Bath, 1978) ISBN 0-86036-057-1/978-0-86036-057-5 (британське видання)
- «Міранті та алхімік» (англ. Miranty and the Alchemist, 1983) ISBN 0-233-98042-3/978-0-233-98042-3 (британське видання)
- «Чарівниці» (англ. The Enchantresses, 1998) (у співавторстві з Майком Ешлі) ISBN 0-575-06524-9/978-0-575-06524-6 (британське видання)

### Різне
- «Три дівиці» (англ. Three Damosels, 1978) ISBN 0-575-06340-8/978-0-575-06340-2 (британське видання)

### Збірки
- «Сумнозвісна абатиса» (англ. The Notorious Abbess, 1993) ISBN 0-89733-387-X/978-0-89733-387-0 (американське видання)

### Нехудожні твори
- «Дарлінгтон у старих фотографіях» (англ. Around Darlington in Old Photographs, 1990) ISBN 0-86299-812-3/978-0-86299-812-7 (британське видання)
- «Крофт, Герворт, Нішем, Міддлтон і Дінсдейл у старих поштових листівках» (англ. Croft, Hurworth, Neasham, Middleton And Dinsdale in Old Picture Postcards, 1996)

### Збірки, що містять її твори
- «Хроніки Мерліна» (англ. The Merlin Chronicles, 1995) ISBN 1-85487-332-6

### Оповідання
- «Хрестоносець-дівиця» (англ. Crusader Damosel, 1978)
- «Меч для Артура» (англ. A Sword for Arthur, 1995)